# Gourdon-Murat
Gourdon-Murat é uma comuna francesa na região administrativa da Nova Aquitânia, no departamento de Corrèze. Estende-se por uma área de 15,81 km². Em 2010 a comuna tinha 104 habitantes (densidade: 6,6 hab./km²).